# Macaranga puberula
Macaranga puberula är en törelväxtart som beskrevs av Hermann Heino Heine. Macaranga puberula ingår i släktet Macaranga och familjen törelväxter. Inga underarter finns listade i Catalogue of Life.